# Subotci
Subotci (ukr. Суботці) – wieś na Ukrainie, w obwodzie kirowohradzkim, w rejonie kropywnyckim, siedziba hromady. W 2001 liczyła 3265 mieszkańców, spośród których 3028 wskazało jako ojczysty język ukraiński, 197 rosyjski, 9 mołdawski, 1 węgierski, 15 białoruski, 8 ormiański, 3 romski, a 4 inny.
Wieś została założona przez serbskich imigrantów w 1753 roku.